# Nýřany
Nýřany (in tedesco Nürschan) è una città della Repubblica Ceca facente parte del distretto di Plzeň-sever, nella regione di Plzeň.